# Lista monumentelor istorice din județul Prahova - F

Simbol utilizat pentru monumentele istorice

Lista monumentelor istorice din județul Prahova - F cuprinde monumentele istorice înscrise în Patrimoniul cultural național al României și aflate în localități din județul Prahova al căror nume începe cu litera F. 
Lista completă este menținută și actualizată periodic de către Ministerul Culturii, Cultelor și Patrimoniului Național din România, prin intermediul Institutului Național al Patrimoniului, ultima versiune datând din 2015. Această listă cuprinde și actualizările ulterioare, realizate prin ordin al ministrului culturii.
Puteți căuta un monument din județul Prahova folosind formularul de mai jos sau puteți naviga prin toate monumentele din județ la lista monumentelor istorice din județul Prahova.
| Cod LMI                                                           | Denumire                                                                                      | Localitate                                            | Localizare                                                      | Datare, Creatori                           | Imagine               | Erori             |
| ----------------------------------------------------------------- | --------------------------------------------------------------------------------------------- | ----------------------------------------------------- | --------------------------------------------------------------- | ------------------------------------------ | --------------------- | ----------------- |
| PH-I-s-B-16175 (RAN: 132949.01)                                   | Cetate                                                                                        | sat Făget; comuna Drajna                              | „La Cetățuie” 45.27056°N 26.03555°E                             | Latène                                     | Încarcă foto \| video | Raportează eroare |
| PH-I-s-B-16176 (RAN: 133287.01)                                   | Situl arheologic de la Fântânele                                                              | sat Fântânele; comuna Fântânele                       | „Cătunul sub Deal”                                              | Epoca bronzului                            | Încarcă foto \| video | Raportează eroare |
| PH-I-s-B-16177 (RAN: 133287.02)                                   | Situl arheologic de la Fântânele                                                              | sat Fântânele; comuna Fântânele                       | „Pe Vâlcele”                                                    |                                            | Încarcă foto \| video | Raportează eroare |
| PH-I-m-B-16177.01 (RAN: 133287.02.04)                             | Așezare                                                                                       | sat Fântânele; comuna Fântânele                       | „Pe Vâlcele”                                                    | Epoca medievală                            | Încarcă foto \| video | Raportează eroare |
| PH-I-m-B-16177.02                                                 | Așezare                                                                                       | sat Fântânele; comuna Fântânele                       | „În cimitir”                                                    | sec. IX - XI                               | Încarcă foto \| video | Raportează eroare |
| PH-I-m-B-16177.03 (RAN: 133287.02.01, 133287.02.02, 133287.03.01) | Așezare                                                                                       | sat Fântânele; comuna Fântânele                       | „Pe Vâlcele”                                                    | Neolitic, Cultura Boian                    | Încarcă foto \| video | Raportează eroare |
| PH-I-m-B-16177.04                                                 | Așezare                                                                                       | sat Fântânele; comuna Fântânele                       | „Pe Vâlcele”                                                    | Neolitic timpuriu, Cultura Starčevo - Criș | Încarcă foto \| video | Raportează eroare |
| PH-II-a-B-16482                                                   | Ansamblul „Hanul Roșu” (ruine)                                                                | sat Făgetu; comuna Gura Vitioarei                     | 388 45.13394°N 26.02925°E                                       | sec. XVIII                                 |                       | Raportează eroare |
| PH-II-m-B-16482.01                                                | Hanul Roșu (ruină)                                                                            | sat Făgetu; comuna Gura Vitioarei                     | 388 45.1334°N 26.03012°E                                        | sec. XVIII                                 |                       | Raportează eroare |
| PH-II-m-B-16482.02                                                | Fântână (ruine)                                                                               | sat Făgetu; comuna Gura Vitioarei                     | 388                                                             | sec. XVIII                                 | Încarcă foto \| video | Raportează eroare |
| PH-II-m-B-16482.03                                                | Zid de incintă (ruină)                                                                        | sat Făgetu; comuna Gura Vitioarei                     | 388                                                             | sec. XVIII                                 | Încarcă foto \| video | Raportează eroare |
| PH-II-m-B-16484 (RAN: 133287.04)                                  | Ruinele bisericii „Adormirea Maicii Domnului” a Mazililor                                     | sat Fântânele; comuna Fântânele                       | 145                                                             | 1786                                       | Încarcă foto \| video | Raportează eroare |
| PH-II-m-B-16483                                                   | Biserica „Adormirea Maicii Domnului” a Ungurenilor                                            | sat Fântânele; comuna Fântânele                       | 639K                                                            | 1735 - 1750                                | Alte imagini          | Raportează eroare |
| PH-II-m-A-16485 (RAN: 133170.01)                                  | Biserica „Sf. Trei Ierarhi”                                                                   | sat Filipeștii de Pădure; comuna Filipeștii de Pădure | 156                                                             | 1688                                       | Alte imagini          | Raportează eroare |
| PH-II-m-A-16486 (RAN: 133170.02)                                  | Ruinele conacului Matei și Toma Cantacuzino                                                   | sat Filipeștii de Pădure; comuna Filipeștii de Pădure | 342 44.99831°N 25.74214°E                                       | 1680 - 1690                                |                       | Raportează eroare |
| PH-II-m-A-16487 (RAN: 133223.01)                                  | Ruinele Palatului postelnicului Constantin Cantacuzino                                        | sat Filipeștii de Târg; comuna Filipeștii de Târg     | 825 44.98°N 25.78°E                                             | 1633 - 1641                                | Alte imagini          | Raportează eroare |
| PH-II-m-B-16488 (RAN: 133223.02)                                  | Moara veche de apă (ruine)                                                                    | sat Filipeștii de Târg; comuna Filipeștii de Târg     | 832A                                                            | sf. sec. XVIII                             | Încarcă foto \| video | Raportează eroare |
| PH-II-a-A-16489                                                   | Curtea boierească a lui Pană Filipescu                                                        | sat Filipeștii de Târg; comuna Filipeștii de Târg     | 838 44.98216°N 25.7888°E                                        | 1650                                       | Alte imagini          | Raportează eroare |
| PH-II-m-A-16489.01                                                | Conacul Pană Filipescu                                                                        | sat Filipeștii de Târg; comuna Filipeștii de Târg     | 838                                                             | 1650                                       |                       | Raportează eroare |
| PH-II-m-A-16489.02                                                | Zid de incintă                                                                                | sat Filipeștii de Târg; comuna Filipeștii de Târg     | 838                                                             | 1650                                       | Încarcă foto \| video | Raportează eroare |
| PH-II-a-A-16490                                                   | Curtea lui Gheorghe Grigore Cantacuzino-Nababul                                               | sat Florești; comuna Florești                         | 342A 45.0293°N 25.7936°E                                        | 1910 - 1916 Ion D. Berindey (arhitect)     | Alte imagini          | Raportează eroare |
| PH-II-m-A-16490.01                                                | Palatul „Micul Trianon”-ruine                                                                 | sat Florești; comuna Florești                         | 342B 45.0293°N 25.79388°E                                       | 1910 - 1916                                |                       | Raportează eroare |
| PH-II-m-A-16490.02                                                | Turn de apă                                                                                   | sat Florești; comuna Florești                         | 342A 45.02823°N 25.79277°E                                      | 1910 - 1916                                |                       | Raportează eroare |
| PH-II-m-A-16490.03                                                | Parc                                                                                          | sat Florești; comuna Florești                         | 342A                                                            | 1910 - 1916                                | Încarcă foto \| video | Raportează eroare |
| PH-II-m-A-16490.04                                                | Zid de incintă                                                                                | sat Florești; comuna Florești                         | 342A                                                            | 1910 - 1916                                | Încarcă foto \| video | Raportează eroare |
| PH-II-m-A-16491                                                   | Biserica „Sf. Treime”, „Nașterea Domnului”, cu cripta familiei vornicului Grigore Cantacuzino | sat Florești; comuna Florești                         | 342                                                             | 1887                                       |                       | Raportează eroare |
| PH-II-m-B-16493                                                   | Casa Sița Mustățea Pufulete                                                                   | sat Fulga de Jos; comuna Fulga                        | 188                                                             | înc. sec. XX                               | Încarcă foto \| video | Raportează eroare |
| PH-II-m-B-16494                                                   | Casa Rița N. Petre                                                                            | sat Fulga de Jos; comuna Fulga                        | 234 B                                                           | prima jum.sec. XIX                         | Încarcă foto \| video | Raportează eroare |
| PH-III-m-B-16874                                                  | Monument                                                                                      | sat Fulga de Sus; comuna Fulga                        |                                                                 | sec. XIX                                   | Încarcă foto \| video | Raportează eroare |
| PH-IV-m-B-16899                                                   | Piatra tombală a comisului Vintilă                                                            | sat Filipeștii de Târg; comuna Filipeștii de Târg     | În incinta bisericii „Adormirea Maicii Domnului”                | sec. XVI                                   | Încarcă foto \| video | Raportează eroare |
| PH-IV-m-B-16900                                                   | Pisania bisericii vechi de la Filipeștiide Târg                                               | sat Filipeștii de Târg; comuna Filipeștii de Târg     | 832, în zidul pridvorului bisericii „Adormirea Maicii Domnului” | 1642                                       |                       | Raportează eroare |
| PH-IV-m-B-16901                                                   | Cruce de pomenire, din piatră                                                                 | sat Filipeștii de Târg; comuna Filipeștii de Târg     | Pe drumul spre Mărgineni, la ieșirea din sat                    | 1646                                       |                       | Raportează eroare |